# Amplectoproductina
Amplectoproductina es un género de foraminífero bentónico de la subfamilia Tubulogenerininae, de la familia Siphogenerinoididae, de la superfamilia Buliminoidea, del suborden Buliminina y del orden Buliminida. Su especie tipo es Amplectoproductina carnatolintra. Su rango cronoestratigráfico abarca desde el Plioceno hasta el Pleistoceno.

## Discusión
Clasificaciones previas incluían Amplectoproductina en el suborden Rotaliina del orden Rotaliida.

## Clasificación
Amplectoproductina incluye a las siguientes especies:
- Amplectoproductina carnatolintra